# Lærdal
Lærdal es un municipio en la provincia de Sogn og Fjordane, Noruega. Forma parte del distrito tradicional de Sogn. Tiene una población de 2146 habitantes según el censo de 2015 y su centro administrativo es el pueblo de Lærdalsøyri.
El valle de Lærdal es largo, y va desde Hemsedal (monte Hemsedal) y el monte Filefjell al este al Sognefjord en el oeste. Alrededor de 1200 habitantes viven en el pueblo de Lærdalsøyri; el resto en Borgund, Ljøsne, Tønjum, Erdal, Vindedalen, Ytre Frønningen y Strendene. El antiguo pueblo de Lærdalsøyri tiene 161 edificios protegidos. Algunas de las casas se remontan a mediados del siglo XVIII.
La superficie del municipio es de 1453 km², la mitad de ellos zonas montañosas, el resto son valles.

## Geografía
Lærdal se encuentra al sureste del Fiordo de Sogn y al este del Fiordo de Aurlands. El municipio se centra en el río Lærdalselvi con las sierras Filefjell y Hemsedalsfjell en el este. Lærdal es confinado en Sogn og Fjordane por el municipio de Aurland al suroeste, por Sogndal al noroeste, y por Årdal al norte. También se limita al este por Vang y Hemsedal (condado de Buskerud), y en el sur por Ål y Hol (ambos en el condado de Buskerud).
Los lagos Eldrevatnet, Juklevatnet, y Øljusjøen se encuentran a lo largo de la frontera sureste, sur de la montaña Høgeloft.

### Lærdalstunnelen
El Túnel de Lærdal fue construido a través de las montañas que dividen entre Aurlandsfjell y Aurland de Lærdal. El túnel es el más largo del mundo (en 2008) a 24,5 kilómetros (15,2 millas). La construcción comenzó en 1995 y se terminó en 2000.[8]

### Lærdalselvi river
El río Lærdalselvi ha sido tradicionalmente uno de los más exclusivos ríos de salmón y trucha de mar de Noruega. Conocido por el rey de Noruega, Harald V como su segundo reina, el río ha establecido Lærdal como una de las mecas de la pesca del salmón y la trucha de mar con la pesca con mosca, entre otros por el hecho inusual de que el río ofrece pesca de la luz del día y la pesca con mosca seca de la trucha de mar. La población de salmón se agota drásticamente después de una infestación con el parásito Gyrodactylus salaris salmón en el otoño de 1996. Después de varios tratamientos con sulfato de aluminio, todavía hay problemas con el parásito. En el otoño de 2007, una nueva freza se detectó la infección por el parásito, y los nuevos tratamientos comenzó a finales de marzo de 2008. Debido a este parásito, el río se cerrará la pesca con caña para la temporada de 2008.
El río ha formado un gran delta en Lærdalsøyri, donde enormes cantidades de limo y arena han sido depositados por el río. A pesar de que la zona ha sido estropeado por algunos vertederos desafortunados todavía es un espectáculo digno de ver.

## Ciudades Hermanadas
Lærdal están hermanadas con las siguientes ciudades:
- Jericó, Palestina (desde 1998).